# Królewski błazen
Królewski błazen - balet w 3 aktach z muzyką Tomasza Kiesewettera, librettem Ireny Turskiej, choreografią Henryka Tomaszewskiego i scenografią Aleksandra Jędrzejewskiego (dekoracje) oraz Jadwigi Przeradzkiej (kostiumy). Prapremiera odbyła się w Bytomiu w Operze Śląskiej w 1958.
Pierwowzór bohatera baletu stanowi Stańczyk, nadworny błazen króla Zygmunta I Starego. Jego słynne, dowcipne i inteligentne komentarze posłużyły za kanwę libretta opowiadające o ingerencji błazna w sprawy rozgrywające się na dworze królewskim. Staje po stronie postępowej szlachty, którą popiera Bona Sforza, żona króla, przeciwko magnatom faworyzowanym przez Zygmunta Starego.
Tematy muzyczne były inspirowane przez polskie tańce i dworskie formy taneczne renesansu. Mimo to, kompozytor nie zdecydował się na naśladowanie utworów z tamtej epoki, przetwarzając ją przy wykorzystaniu współczesnych środków harmonicznych i kolorystycznych.